# Ујка Сем
Ујка Сем (енгл. Uncle Sam) најпознатија је национална алегорија Сједињених Америчких Држава. Фигура је била широко распрострањена у јавности САД, да би је напокон и Сенат САД 1961. године, својом одлуком званично признао као такву. Ујка Сем се користи и разуме широм света.
Изван Сједињених Америчких Држава, фигура се перципира као персонификована карикатура те земље, док је употреба имена „Ујка Сем” често израз критичког става спрам америчке културе и политике.

## Особености
У основи, следећи атрибути карактеришу сликовни приказ ове фигуре:
- Ујка Сем је мршав, старији човек, беле боје пути, седе косе, козје брадице и обично озбиљног израза лица;
- Одевен је у националне боје САД — тамноплави капут и црвено-беле штрафтасте панталоне;
- Његов цилиндар је обично украшен „звездама и пругама”;
- На бројним приказима су приказани његови иницијали U. S., који стоје и за „United States“;

## Историја
Настанак фигуре Ујка Сем је највероватније везана за Британско-амерички рат из 1812. године. Епоним фигуре је био Семјуел Вилсон (13. септембар 1766 — 31. јул 1854), месар из града Троја у држави Њујорк од милоште називан „Ујка Сем” Вилсон, који је својим конзервираним производима од меса током рата снабдевао америчку војску.
Пошто је на своје производе, како су правила налагала, утискивао иницијале „U.S.” — скраћеницу за власника производа (United States — САД), неко је у шали рекао да ова слова на буради конзервиране говедине не стоје за „United States”, него за „Uncle Sam” — „Ујка Сем”. Војници и шира јавност су убрзо прихватили ову анегдоту и тако је термин „Ујка Сем” постао надимак за Сједињене Државе. Премда је ова верзија приче одлуком Сената САД 1961. године постала и званична, бројне недоумице и приговори о пореклу имена онемогућују да се са сигурношћу оно и расветли.
Ујка Сем своју популарност захваљује, пре свега, карикатуристима и новинарима 20. века, највише „оцу америчке карикатуре” — Томасу Насту. Пошто је уметнички изгледао реалније и прагматичније од свог пандана „Колумбије”, Наст и његове колеге су га фаворизовали на својим карикатурама и плакатима. Тако је током 20. века Ујка Сем заменио Колумбију на месту националног симбола Сједињених Држава.
Свој данашњи изглед Ујка Сем захваљује илустратору Џејмсу Монтгомерију Флегу који је искористио Ујка Сема као рекламу на плакату за регрутацију у Први светски рат у служби америчке војске речима: I Want You for U. S. Army (види слику горе). Флегов мотив из 1917.-е је била варијација британског плаката „Lord Kitchener Wants You” из 1914. године. Исти плакат је кориштен и у Другом светском рату. Током првог рата штампано је више од 4 милиона ових плаката, док је за време другог рата одштампано око милион.
Председник САД Џорџ Буш Старији је 1989. године прогласио 13. септембар за „Дан Ујке Сема” (енгл. Uncle Sam Day)., пошто је  13. септембар био дан рођења Семјуела Вилсона.

## Национални симбол
Ујка Сем је тренутно, поред Кипа слободе, најважнији национални симбол Сједињених Држава. У њему су на живописан начин, у људском лику, спојено приказани држава, нација и народ Сједињених Држава, чиме је олакшана посматрачева идентификација. Тиме се фигура може окарактерисати као (позитивни) национални сликовни само-приказ, слика о себи. Друге фигуре, као Брат Џонатан из периода настанка САД или женска фигура Колумбија, у данашњем времену, не могу да се пореде нити приближе симболичкој моћи Ујка Сема.
Но, поред свега овога, фигура је полазна тачка критике, особито у карикатурама. Док се у Сједињеним Државама према Ујки Сему односе са поштовањем и стилизују га као „савест нације”, карикатуристи у другим земљама се доста негативније односе према њему. Посебно у антиамеричком контексту је он носилац односне критике и оличење нпр. империјалистичких склоности и националне ароганције (в. слику десно).
Поред ове опште критике, која се противи националној идеји и њеној репрезентацији, друге критике иду у правцу Ујка Семове презентације као белог мушкарца. У скорашње време су различити уметници покушали да промене Ујка Семов изглед. Понеки од ових покушаја упућују на фигурину сличност са Абрахамом Линколном.

## Галерија
- Приказ Ујке Сема на антисемитском пропагандном плакату, антисемитска изложба у Београду
- Ујка Сем и Британија раме уз раме; плакат из Првог светског рата
- Џон Бул и Ујка Сем: „инвестиције за Канаду”
- Добродошлица Маријане Ујки Сему и другим националним персонификацијама на Светску изложбу у Паризу 1900.-е
- Плакат „Lord Kitchener Wants You” на основу ког је Флег урадио свој познати плакат
- Ујка Сем је током 20. века заменио Колумбију, приказану на слици, као национални симбол САД